# Parc Natural Comana
El Parc Natural Comana (en romanès: Parcul Natural Comana) és una zona protegida (parc natural categoria V UICN) situada a Romania, al territori administratiu del comtat de Giurgiu.